# 95982 Beish
95982 Beish este o planetă minoră (asteroid), cu un diametru de 4,399 km, din centura de asteroizi. A fost descoperită pe 19 iunie 2004 la Catalina Station⁠(d) de Catalina Sky Survey. 
Obiectul prezintă o orbită caracterizată de o semiaxă mare de 2,3459478309191 UAi, o excentricitate de 0,28, o înclinație de 8,8 ° în raport cu ecliptica.